# Skeggenesse
Skeggenesse is een fictieve plaats op Pandarve in de sciencefictionstripreeks Storm. Skeggenesse is grotendeels gebouwd op een brug over een zeestraat en is daarmee letterlijk een brug tussen twee continenten.

## Kenmerken
Centraal in de stad staat een gigantische brug die volgebouwd is met tempels, bijgebouwen van tempels en altaren. De brug verbindt twee continenten en overspant een zeestraat tussen die continenten. De staat van de gebouwen aan de zijde van het ene continent verschilt van die aan de zijde van het andere continent. Langs de ene zijde zijn de gebouwen in perfecte staat, wat grote weelde suggereert, terwijl de andere zijde zwaar vervallen is. De stad biedt onderdak aan meer dan tweeduizend religies.

## Rol in de strip
In achtervolging op een bandietenbende komen Storm, Roodhaar en Nomad er in Skeggenesse achter dat de dieven oude bekenden zijn. Ze beramen een list om het gestolen relikwie te heroveren.